# گلو (جغرافیای ساحلی)

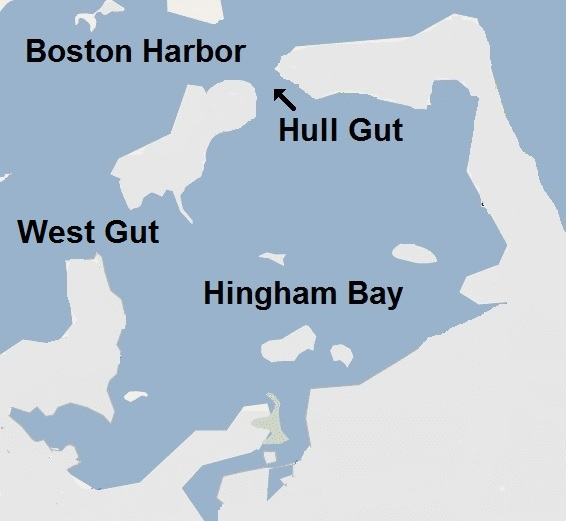
Hull Gut شرایط کلاسیک گلو را نشان می‌دهد: حجم بزرگی از آب، در معرض جزر و مد، از طریق یک کانال کوچک تخلیه می‌شود که سبب جریان‌های سنگین و قوی می‌شود.

گلو (به انگلیسی: Gut)، یک پیکرهٔ آبی ساحلی باریک، یا یک کانال یا تنگه است که معمولاً در معرض جریان‌های جزر و مدی قوی است که به جلو و عقب می‌روند. این اصطلاح در برخی جاها برای یک نهر کوچک نیز به کار می‌رود.